# Bryophryne bustamantei
Bryophryne bustamantei är en groddjursart som först beskrevs av Chaparro, De la Riva, Padial, Ochoa och Lehr 2007.  Bryophryne bustamantei ingår i släktet Bryophryne och familjen Strabomantidae. IUCN kategoriserar arten globalt som starkt hotad. Inga underarter finns listade.